# Paulo Gonzo
Paulo Gonzo est un chanteur, guitariste et compositeur portugais, né le 1er novembre 1956 à Lisbonne.

## Genre musical
- Blues
- Pop
- Soft rock

## Histoire
Il a créé un groupe de Blues portugais les Go Graal Blues Band, avec lequel il enregistre des albums tels que Go Graal Blues Band, White Traffic ou So Down Train. En 1984 commence une carrière solo, aux côtés de son travail dans la bande, publié en 1986 l'album My Desire.
Le titre qui l'a révélé au grand public était « Jardins Proibidos » sorti en 1997.
Son succès s'étend aux États-Unis, au Brésil et au Canada.
Il fait partie du jury de The Voice Portugal lors de la première saison.
Il a vendu plus de 3 Millions d'album.

## Discographie
- My Desire, CBS (Portugal), 1986
- Pedras da Calçada, Columbia, 1992
- My Best, Columbia, 1993
- Fora D'Horas, Columbia, 1995
- Quase Tudo, Columbia, 1997
- Suspeito, Columbia, 1998
- Ao Vivo Unplugged, 1999
- Mau Feitio, 2001
- Paulo Gonzo, 2005
- Paulo Gonzo ao Vivo no Coliseu, 2007
- Perfil - Paulo Gonzo, 2007
- By Request, 2010
- Só Gestos, 2011
- Duetos,  2013
- Diz-me, 2017